# Wiederitz
Die Wiederitz (von obersorbisch Wydrica) ist ein Zufluss der Vereinigten Weißeritz und befindet sich auf dem Gebiet der Städte Wilsdruff und Freital im Landkreis Sächsische Schweiz-Osterzgebirge in Sachsen. Sie ist ein in nordwestlich-südöstlicher-Richtung verlaufender etwa zehn Kilometer langer Bach, der den nordwestlichen Teil des Döhlener Beckens entwässert.

## Verlauf
Das Quellgebiet der Wiederitz befindet sich im Bereich der südlichen Gemarkung des Ortes Kesselsdorf. Sie verläuft dort in einem flachen Kerbsohlental, wo sich der Bachlauf in kleinen Mäandern windet. Ab dem Ortsrand des Freitaler Stadtteiles Wurgwitz verläuft das Gewässer teils verdeckt, nachdem es weitere Kleingewässer wie den Oberhermsdorfer Bach aufgenommen hat.
Im Bereich des Ortsteils Alt-Zauckerode dient ein Rückhaltebecken dem Hochwasserschutz. Ebenfalls dort münden auch weitere Zuflüsse: der mit dem Quänebach vereinigte Weißiger Bach von rechts und der Hammerbach von links. Unterhalb des Großen Ternickels nimmt die Wiederitz linksseitig die aus dem Claus-Stolln austretenden, durch Ocker rotgefärbten Grubenwässer auf.
Im weiteren Verlauf orientiert sich das Gewässer in seinem Lauf am Nordrand des Döhlener Beckens (Sauberg), bevor es in den Talsohlenbereich der Vereinigten Weißeritz nahe dem Bahnhof Freital-Potschappel eintritt, von wo das Gewässer bis zur Unterquerung der Dresdner Straße auf ca. 400 m vollständig kanalisiert verläuft. Nahe dem „Goldenen Löwen“ mündet es in die Weißeritz.

## Nutzung
Im Wiederitz-Tal verlief ab 1856 die Niederhermsdorfer Kohlezweigbahn und von 1886 bis 1973 die Strecke der Schmalspurbahn Freital-Potschappel–Nossen. Heute ist die ehemalige Bahntrasse, beginnend am Bahnhof Freital-Potschappel bis Kesselsdorf, als ein vom sonstigen Verkehr befreiter Rad- und Fußweg ausgebaut.
Parallel zur Wiederitz verlief der Ausstrich des Steinkohlen-Hauptflözes im Döhlener Becken. Insbesondere am rechten Ufer ging reger Bergbau um, zunächst in Bauerngruben, später in Großbetrieben. Bedeutende Schächte im Wiederitztal waren der Albertschacht in Niederhermsdorf und der Oppelschacht in Zauckerode.

## Hochwasser
Aufgrund der regelmäßigen Hochwässer nach Starkregenereignissen im nördlichen Bereich des Döhlener Beckens wurde in den 1970er Jahren zwischen den Ortslagen Zauckerode und Wurgwitz ein Rückhaltebecken angelegt. Dort befindet sich auch ein Pegel des Sondermessnetzes des Sächsischen Hochwasserzentrums. Beim Hochwasser im August 2002 führte auch die Wiederitz zu erheblichen Überflutungen in den Stadtteilen.